# Orthocis infasciatus
Orthocis infasciatus is een keversoort uit de familie houtzwamkevers (Ciidae). De wetenschappelijke naam van de soort werd in 1922 gepubliceerd door Maurice Pic.